# OpenAI Deep Research
OpenAI Deep Research（简称：Deep Research），是由OpenAI于2024年正式推出的一项增强型研究功能，旨在扩展人工智能系统的知识获取和推理能力。该功能最初集成于ChatGPT中，专为处理复杂查询、深入领域研究和跨学科知识整合而设计。，能在 5 至 30 分鐘內自動瀏覽網頁並生成附有引用來源的報告。該系統能夠解析及分析文字、圖像與 PDF 文件，未來還計劃支援生成視覺化內容，並在報告中嵌入圖片。此系統是基於 OpenAI 專用版 o3 模型研發而成。
Deep Research在「人類最後考試」（英語：Humanity's Last Exam）的基准测试中，Deep Research獲得 26.6% 的得分，超越了其他競爭者，如DeepSeek的R1（9.4%）與 GPT-4o（3.3%）等。根據 OpenAI 的說法，Deep Research有時會產生幻觉或錯誤推論，可能難以區分權威來源與謠言 ，並且可能無法準確傳達不確定性 。
目前，Deep Research僅提供給ChatGPT Pro 訂閱者（每月收費200美元），這些用戶每月可進行100次查詢。OpenAI計劃將此服務擴展到 Plus、Team和Enterprise用戶。在推出初期，Deep Research並未在英國或歐洲等地提供。